# Парус (готель, Дніпро)
Готель «Парус» — 32-поверховий недобудований готель в місті Дніпрі. Будівництво тривало у 1975—1995 роках.

## Історія будівництва
На початку 1970-х років радянська влада мала намір збудувати новий символ Дніпропетровська. Будівля повинна була символізувати радянську міць, грандіозність і розмір держави.
Було вирішено будувати готель-хмарочос, а місцем спорудження на набережній  річки Дніпро.

### Проєкт
Проєкт готелю розроблявся ще у 1972—1974 роках. Керував проєктом Володимир  Зуєв — талановитий і досвідчений архітектор, корифей, що зміг за короткий термін зібрати навколо себе команду амбіційних, енергійних і молодих проєктантів. В створенні проєкту взяли участь багато талановитих і творчих фахівців: Б.Медгауз, В.Товстик, І.Богданов. До початку будівництва готелю, проєкт не мав жодних аналогів у світі.
Затверджена у 1974 році проєктна будова була готелем на 996 місць (на готель більше ніж 1000 місць повинно було бути затвердження з Москви, а не з Києва).
Проєктний кошторис становив 9 635 000 радянських карбованців, досить велику суму внесло саме місто. Загальна площа забудови становить 6,9 га. Загальний об'єм будови — 188 000 м³. Стилобатна (нижня базова) частина має розмір 20 000 м² загальної площі; висотна частина — 30 000 м².
Увесь готель має 28 житлових поверхів. Саме місце будування намивалося штучним шляхом, після чого вбивалися палі, які спираються на гранітний щит, що лежить у підґрунті споруди. Їхнє загальне число — близько 3 000. Готель включав 589 номерів. Також було передбачено будівництво басейну, причалу і автостоянки.

### Спорудження
Проєкт був схвалений з рекомендацією узяти з Москви не більше 10 млн карбованців, а потрібно було 25 млн крб., а решту набрати на місцевих заводах коштом шефської допомоги та ін. Надалі цей факт зіграє важливу роль в зупинці будівництва. Гроші з Москви були виділені по особистій протекції Л. І. Брежнєва, проєкт був переданий на баланс УРСР і будівництво розпочалося в 1975 році. 
Спочатку були забиті палі під висотну частину. Ряд джерел стверджує, що усього паль були близько 3 тис. Потім було зведено монолітно-залізобетонний сердечник, над його створенням працювали заводи ПМЗ та ДМЗ; Дніпровський заводобудівельний комбінат. Базові колони перших 15 поверхів піддаються дуже великим навантаженням порядку 1200 т на кожну і тому вироблені з суцільного металу — легованої сталі, що зовні вкрита бетоном. Спеціальне замовлення на ці колони було здійснено маріупольським заводом «Азовсталь» після особливого дозволу ЦК КПРС — така сталь застосовувалась для виробництва панцерної броні.

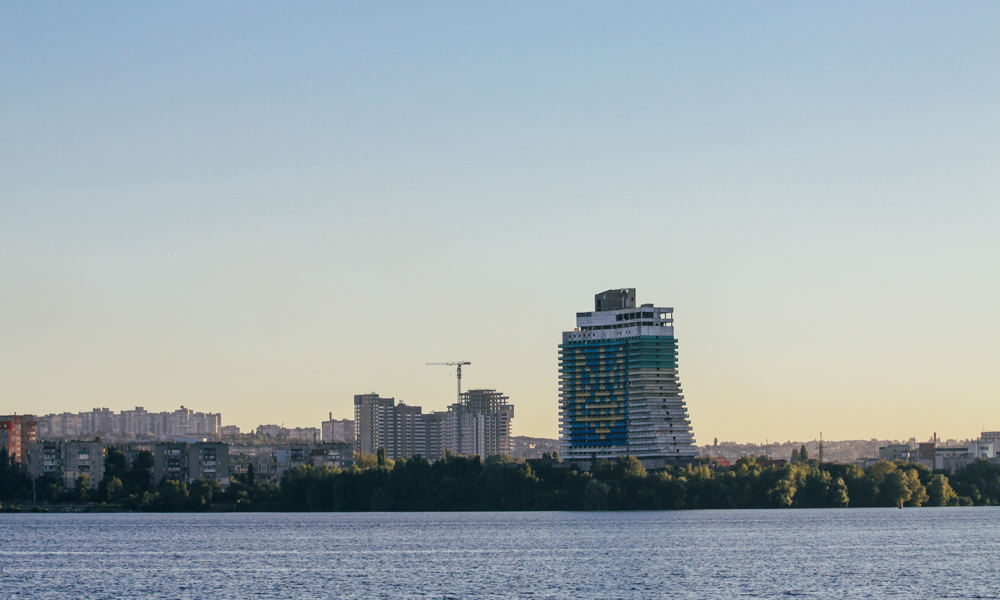
Вигляд з лівого берега Дніпра

За три роки був зведений каркас будівлі, а введення готелю в експлуатацію передбачали у 1979 році. На відміну від звичайних радянських побудов при створенні готеля «Парус» майже вся інфраструктура була створена ще перед закінченням головних робіт. У цокольному поверсі передбачались різноманітні майстерні, 2 трансформаторні підстанції (загальна витрата енергії по «Парусу» склала б 2 000 кВт), бойлерна, вентиляційні камери та інше, призначене для житлового постачання такого гігантського підприємства, яким, по суті, є готель. З правого боку готелю розташувались приміщення для кафе, барів, саун, кеґельбанів. Із лівого — для перукарень, ощадних кас, кухні, прального цеху, на другому поверсі — ресторану (600 місць), кіноконцертній залі (450 місць), конференц-залі (120 місць).
З 1987 року будівельні роботи почали зменшуватись, а з 1995 зовсім припинились.
У 2005 році хмарочос був проданий ПП «Ромбус-Приват» за $4 000 000. За умовами контракту, покупці повинні добудувати готель до 2015 року[джерело?].

Готель Парус з найбільшим зображенням тризуба

18 листопада 2021 року набуло чинності рішення центрального апеляційного господарського суду щодо розірвання договору купівлі-продажу між Дніпровською міською радою та компанією «Ромбус-Приват». Тож, готель «Парус» було повернений у власність міста. Міська влада збирається знести будівлю готелю, попередньо зафарбувавши герб України, а територію, на якій вона стоїть, кардинально облаштувати.